# Sola (Vanuatu)
Sola is de hoofdstad van de noordelijkste Vanuatuaanse provincie Torba. De stad ligt op de zuidoostpunt (South Head) van het eiland Vanua Lava in de Bankseilanden, recht tegenover het veel kleinere eiland Kwakea. In 2010 telde Sola 1065 inwoners.
Sola is een jonge stad, die voornamelijk leeft van dienstverlening. Zo bevinden zich er naast het provinciebestuur ook een politie- en postkantoor, een rechtbank, een secundaire school (het Collège d'Arep), een bankvestiging, een aantal winkels en een drietal pensions.

## Vervoer
Even buiten de stad ligt de Luchthaven Vanua Lava, vanwaar de nationale Vanuatuaanse luchtvaartmaatschappij Air Vanuatu lijnvluchten verzorgt naar Gaua, Mota Lava, de Torreseilanden en 's lands tweede stad Luganville (situatie november 2015).

Isangel · Lakatoro · Luganville · Port Vila · Saratamata · Sola